# Пилинская культура
Пилинская культура — археологическая культура позднего бронзового века (1300—700 гг. до н. э.). Входит в общность культур полей погребальных урн.

## Область распространения
Занимала территорию юго-востока и центра Словакии, а также северо-восток Венгрии вдоль рек Ипль, Задьва, Слана, Хорнад и Бодрог. На востоке достигала Тисы, а на севере поселения пилинской культуры проникали в горы Топли близ Карпат, а в верховьях реки Хорнад — вплоть до Татр и Сондецкой котловины.

## Датировка и стадии развития
Пилинская культура датируется фазами C и D бронзового века по хронологии Пауля Райнеке. Она возникла на базе отоманской культуры при сильном влиянии круга культур курганных погребений.

## Дробление
Подразделяется на две локальных группы:
- Задьвапалфальва
- Барца

## Хозяйство
Население пилинской культуры жило в открытых поселениях. Иногда использовались также пещеры.
На территории данной культуры сложился высокоразвитый центр бронзовой металлургии благодаря медным залежам в горах Словакии и северной Венгрии.

## Погребения
Умерших хоронили на больших плоских некрополях, где преобладали кремационные захоронения в погребальных урнах. Иногда (но нечасто) на некрополях встречаются остатки курганов, каменных бордюров, каменных кругов (кромлехов) или каменных саркофагов. Помимо кремационных погребений в урнах, встречаются также кремационные погребения без урн. Погребальные дары — бытовые предметы из бронзы.

## Инвентарь
Керамический инвентарь: сосуды-амфоры с конической или цилиндрической шейкой с расклешенным краем, переходящие в ушка у основания шейки, украшенные выпуклостями, желобками или гравированным геометрическим орнаментом. Сосуды амфорного типа с широкими плосколенточными ушками, размещёнными на изгибе или под изгибом корпуса. Амфорные сосуды с двумя крупными ушками, соединяющими край сосуда с основанием шейки. Одноухие кубки, украшенные выпуклостями или вертикальными желобками. Глиняные переносные печи.

## Взаимодействие с другими культурами
Пилинские племена соседствовали с племенами гавской и лужицкой культур. Население пилинской культуры посредничало в торговле между южными и северными регионами Центральной Европы.